# یواس‌اس وارن (۱۸۲۷)
یواس‌اس وارن (۱۸۲۷) (به انگلیسی: USS Warren (1827)) یک کشتی بود که طول آن ۱۲۷ فوت (۳۹ متر) بود. این کشتی در سال ۱۸۲۷ ساخته شد.